# Bembidion normannum
Bembidion normannum es una especie de escarabajo del género Bembidion, familia Carabidae. Fue descrita científicamente por Dejean en 1831.
Habita en Argelia, Bélgica, Bosnia y Herzegovina, Bulgaria, Croacia, Dinamarca, Egipto, Francia, Alemania, Gran Bretaña, Grecia, Irlanda, Italia, Libia, Malta, Mauritania, Moldavia, Marruecos, Países Bajos, Portugal, Rumania, Rusia, Senegal, Serbia, España, Túnez, Turkmenistán y Ucrania.

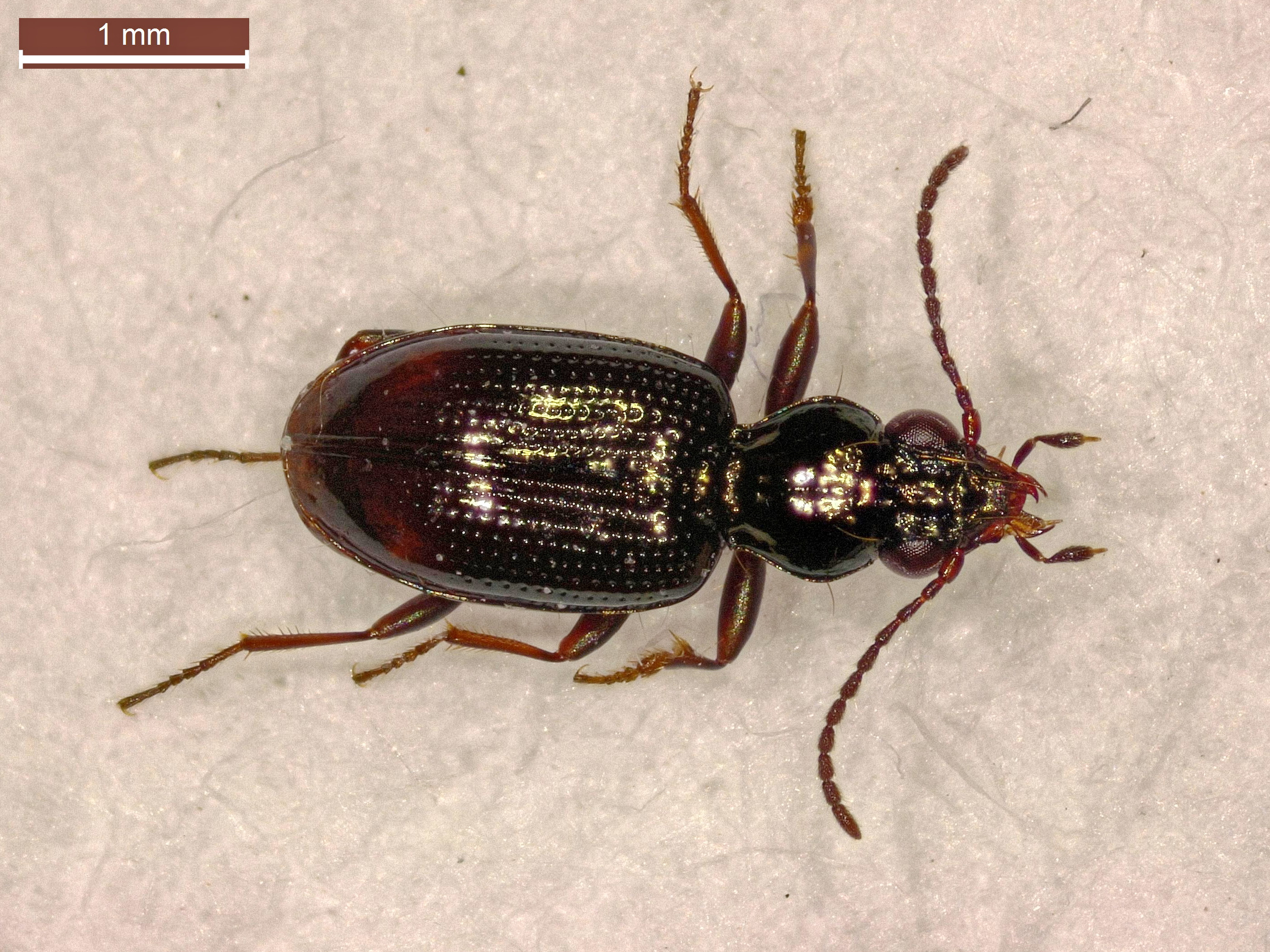
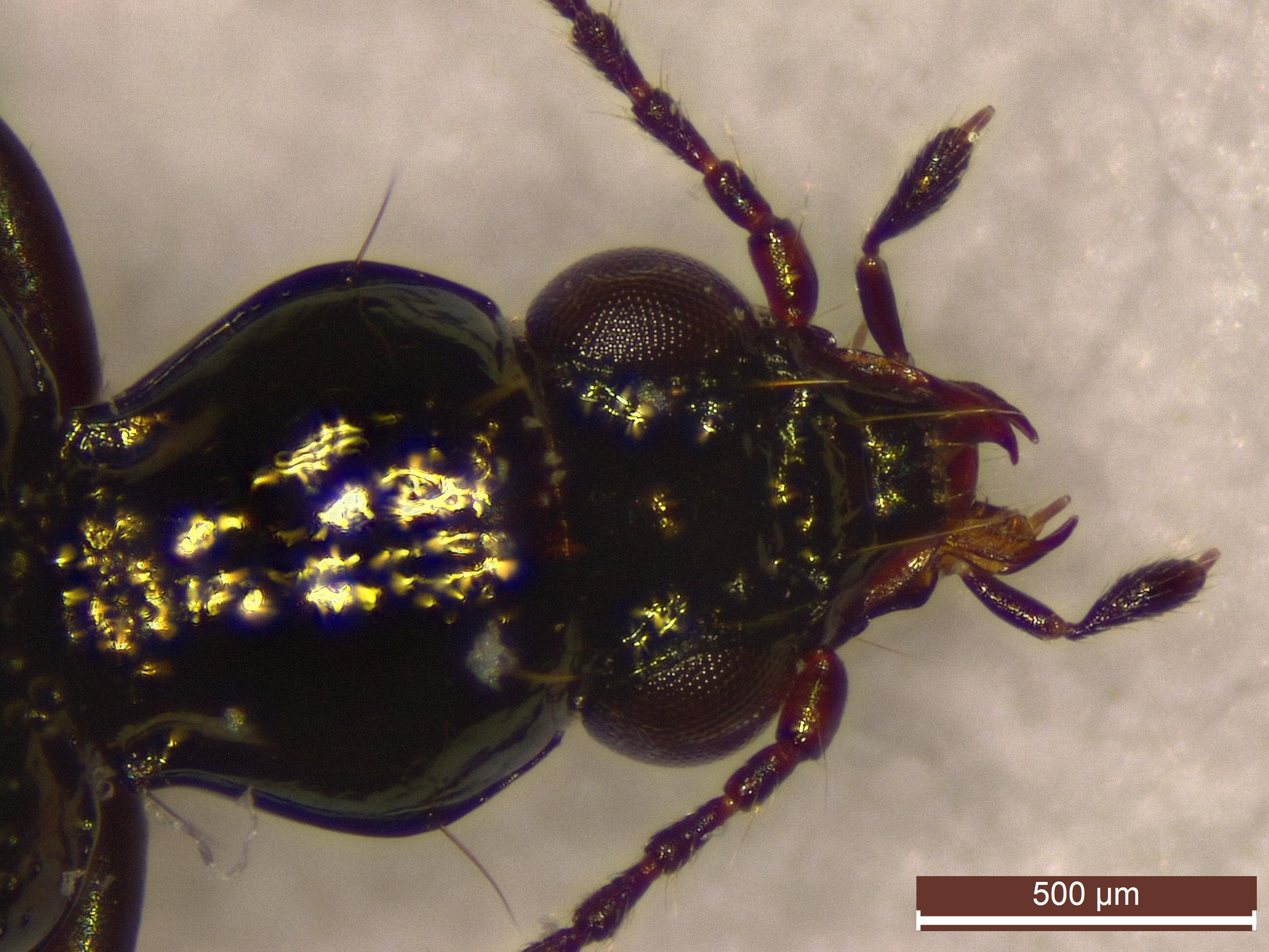
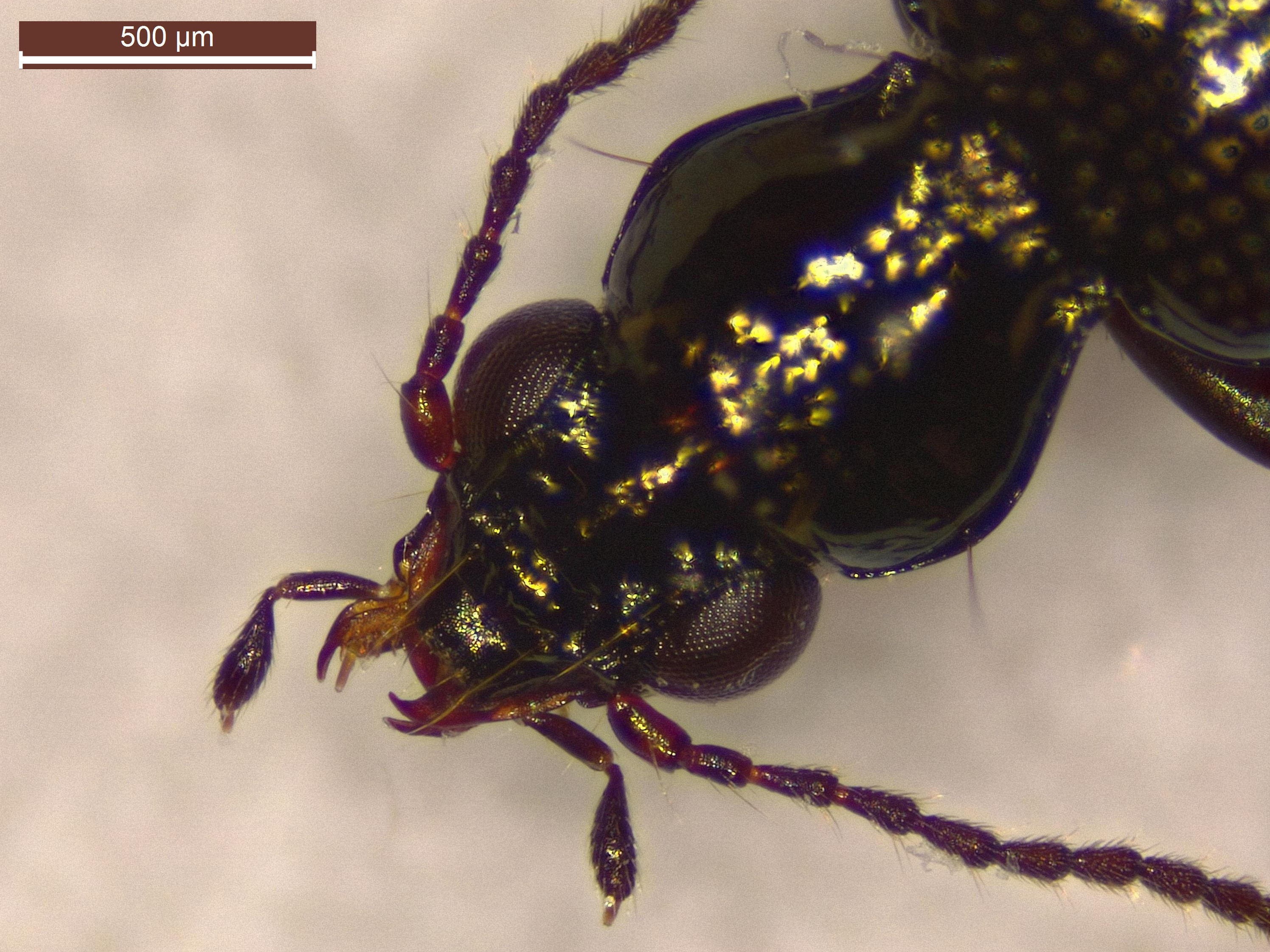
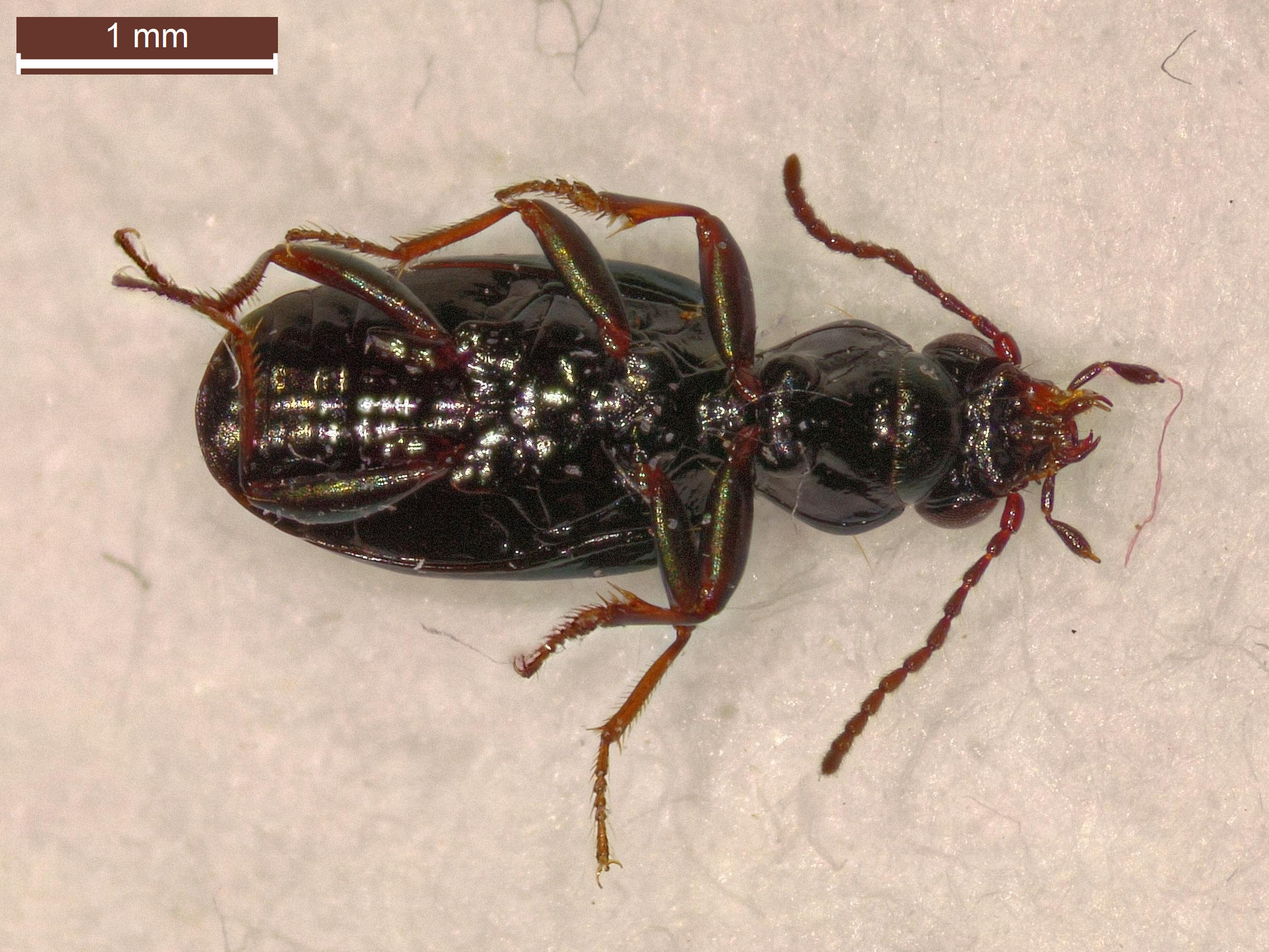